# Remigi d'Auxerre
Remigi d'Auxerre (francès: Rémi d'Auxerre)  (Borgonya, 841 (Gregorià) - París, 908 (Gregorià)) fou un teòleg i monjo benedictí francès del Renaixement carolingi, professor de gramàtica llatina i molt prolífic autor de comentaris i glosses sobre textos clàssics grecs i llatins. També està acreditat per recopilar i recopilar comentaris d'altres pensadors medievals sobre aquestes obres.

## Biografia
Remigius, probablement nascut a Borgonya, Fou alumne de Lupus Servatus i d'Èric d'Auxerre, que ell mateix era deixeble de Johannes Scotus Eriugena. També va agafar molt en els seus comentaris el professor irlandès Dunchad de Reims, Sedulius Scottus i Martinus Hiberniensis . "Normalment, d'acord amb la llei de l'erudició de Gresham, els comentaris de Remigius finalment van treure del camp aquells dels quals havia manllevat tan generosament", ha remarcat JP Elder. Posant el mateix fenomen sota una llum més positiva, John Marenbon afirma que l'extensa col·lecció de comentaris del segle IX de Remigius sobre textos clàssics (tant els seus com els dels autors en què es va inspirar), va conservar per als acadèmics posteriors no només les obres d'altres pensadors de l'època medieval, sinó també certs elements de les llengües philosophies i philosophies antigues. La documentació posterior mostra que les col·leccions de Remigius van ser utilitzades arreu d'Europa en el període medieval posterior, especialment al segle XII.
Va ensenyar al monestir de l'Abadia de Saint-Germain en Auxerre, convertint-se en mestre d'escola després de la mort d'Heiric l'any 876. L'any 883 va ser cridat per ensenyar a l'escola de la catedral de Reims per l'arquebisbe Fulk, i va ser el seu director el 893. Quan Foulc va morir l'any 900, Remigius va marxar a ensenyar a París, on va romandre fins a la seva pròpia mort. En aquest moment s'havia guanyat la reputació de "egregius doctor" i "in divinis et humanis scripturis eruditissimus". Com a professor, Remigius es va interessar pel problema dels universals, i sembla haver intentat un compromís entre el realisme extrem d'Eriugena i l'anti-realisme del seu mestre Heiric. En general, va intentar interpretar tant els textos clàssics com l'Escriptura cristiana d'una manera que es pogués ensenyar als seus alumnes, explorant les maneres en què la filosofia antiga es podia aplicar al món cristianitzat en què vivien. Encara que els textos que va examinar eren nombrosos i variats, els seus principals comentaris van ser sobre les obres dels filòsofs romans tardans Boeci i Marcià Capella, en les quals va trobar al·legories flexibles que considerava que podien coexistir amb la teologia cristiana.

## Obres
El seu pensament està influït pel platonisme i per la teologia de l'irlandès Joan Escot Eriúgena, contemporani seu. La seva obra, enterament escrita en llatí, està en part perduda. El que en queda són amples comentaris i reflexions sobre alguns llibres bíblics i sobre la literatura i el pensament filosòfic de l'època romana. Entre les seves obres representatives se citen els seus comentaris al Gènesi (Expositio super Genesim), als Salms (Enarrationes in Psalmos) i a l'Evangeli segons Mateu. Durant l'edat mitjana tingueren gran difusió les seves reflexions lligades als gramàtics i comentaristes de l'antiguitat tardana (Eli Donat, Priscià de Cesarea…) i a escriptors llatins com Boeci (De Consolatione Philosophiae i Opuscula sacra) i Marcià Capel·la (De Nuptiis Philologiae et Mercurii et de septem Artibus liberalibus libri novem). Les seves obres apareixen recollides al volum CXXXI de la Patrologia Latina de Jacques Paul Migne i al Documenta Catholica Omnia.